# HD 217358
HD 217358，又名CD-2616419，SAO 191565、HR 8746，是一颗恒星，视星等为6.29，位于銀經30.06，銀緯-65.14，其B1900.0坐标为赤經22h 54m 59.1s，赤緯-26° -65.14′ 43″。